# Anua tongaensis
Anua tongaensis är en fjärilsart som beskrevs av George Francis Hampson 1913. Anua tongaensis ingår i släktet Anua och familjen nattflyn. Inga underarter finns listade i Catalogue of Life.

## Bildgalleri

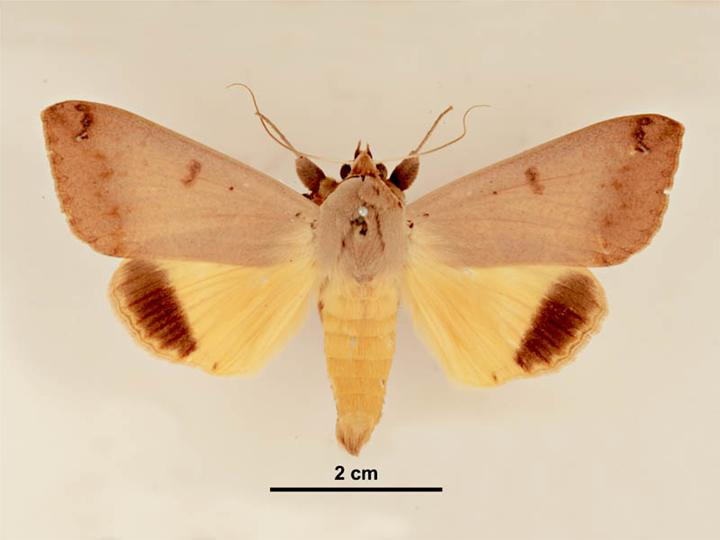
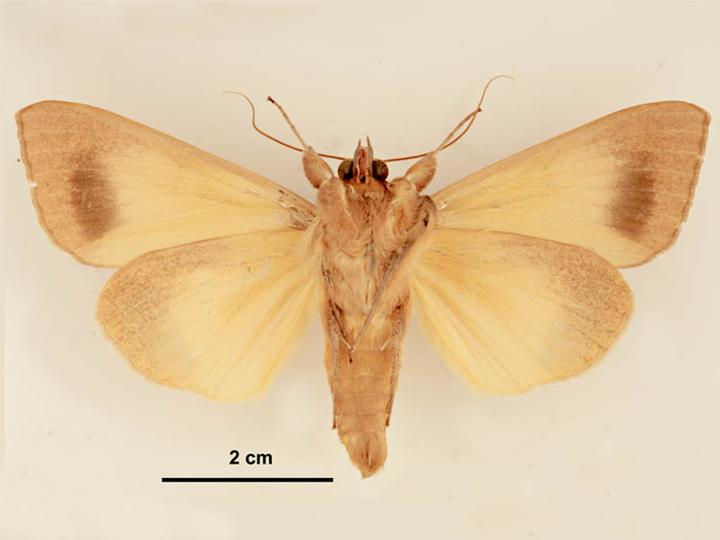
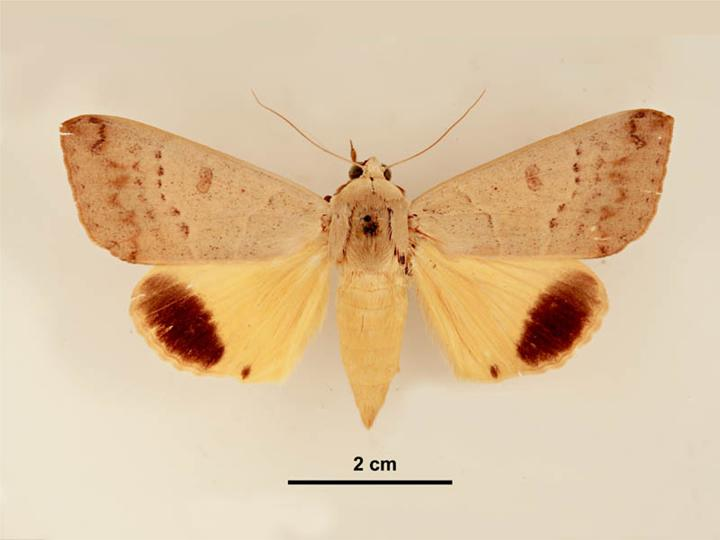
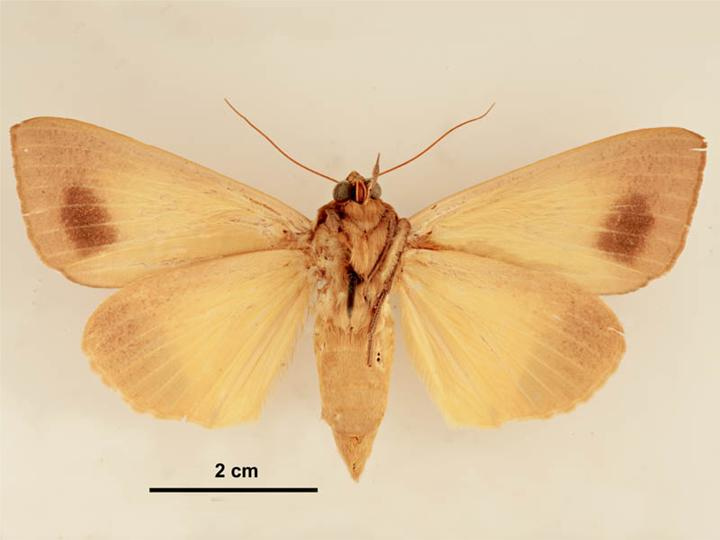
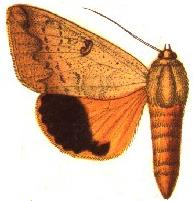